# Ruta 4305
Die Ruta 4305 ist eine Gemeindestraße (Municipalstraße) im südamerikanischen Andenstaat Bolivien.

## Streckenführung
Die Straße hat eine Länge von 73 Kilometern und verläuft zwischen der Cordillera Central und der Cordillera Oriental in den Provinzen Germán Jordán und Esteban Arce nordwestlich des Río Caine, einem der Zuflüsse zum Río Grande.
Die Ruta 4305 verläuft in südlicher Richtung im südöstlichen Teil des Departamento Cochabamba und ist ein Abzweig von der Nationalstraße Ruta 7 bei Tolata. Die als Ruta 4305 bezeichnete Straße endet im Tal des Río Caine; es existiert jedoch eine Brücke über den Fluss und eine anschließende Straßenverbindung nach Torno Ckasa im Departamento Potosí und weiter in Richtung Acasio.

## Straßenabschnitte

### Provinz Germán Jordán

#### Municipio Tolata
- km 000: Abzweig Tolata

#### Municipio Cliza
- km 003: Villa Florida
- km 008: Cliza

#### Municipio Toko
- km 012: Toco
- km 017: Siches

### Provinz Esteban Arce

#### Municipio Anzaldo
- km 020: Apachetas
- km 022: Pajcha Pata Lux
- km 026: Blanco Rancho
- km 039: Anzaldo
- km 049: Sivingani
- km 060: Chapini
- km 073: Brücke Río Caine